# André Dias de Araújo
André Dias de Araújo, primeiro e único barão de Jundiá (Escada, 18 de dezembro de 1825 — Escada, 11 de novembro de 1889), foi um usineiro brasileiro.
Filho de Manuel Antônio Dias e Maria da Anunciação, casou-se com sua prima Francisca Joaquina de Jesus.
Proprietário de engenhos em Pernambuco, foi agraciado barão em 8 de março de 1880.